# (16700) Seiwa
(16700) Seiwa (1995 DZ) – planetoida z pasa głównego asteroid okrążająca Słońce w ciągu 3,43 lat w średniej odległości 2,27 j.a. Odkryta 22 lutego 1995 roku.